# Jón Kalman Stefánsson
Jón Kalman Stefánsson (17 de diciembre de 1963, Reikiavik) es un autor islandés.
Creció en Reikiavik y Keflavík. Tras acabar el colegio, trabajó en Islandia occidental como pescador entre otros. 
Estudió literatura en la Universidad de Islandia de 1986 a 1991, pero no la acabó. Durante este período dio clases en distintas escuelas y escribió artículos para el diario «Morgunblaðið». De 1992 a 1995, vivió en Copenhague. Regresó a Islandia para ocuparse de la Biblioteca Municipal de Mosfellsbær hasta 2000. Después sólo se ha dedicado a escribir cuentos y novelas. en 2005 recibió el Premio de Literatura de Islandia.
Ha publicado 7 novelas hasta la fecha :
- Sumarið bakvið Brekkuna (1997)
- Birtan á fjöllunum (1999)
- Ýsimlegt um risafurur og tímann (2001)
- Snarkið í stjörnunum (2003)
- Sumarljós og svo kemur nóttin (2005)
- Himnaríki og helvíti (2007)
- Harmur englanna  (2009)
- Hjarta mannsins (2011)
- Fiskarnir hafa enga fætur (2013)
- Eitthvað á stærð við alheiminn: ættarsaga (2015)

Sus textos describen con gran belleza literaria y metáforas sugerentes una Islandia rural con personajes bastante singulares siempre simpáticos y que, en el fondo, hablan de los sentimientos universales de los humanos, también de los de hoy. Salamandra ha publicado en castellano Entre cielo y tierra (2011), La tristeza de los ángeles (2017) y El corazón del hombre (2017).